# Diệu Thúy
Diệu Thúy (tên thật là Trần Diệu Thúy), sinh ngày 12 tháng 02 năm 1946 tại Nam Định, là một nữ ca sĩ, giảng viên thanh nhạc Việt Nam. Bà đã được phong tăng danh hiệu Nhà giáo ưu tú và Nghệ sĩ ưu tú.

## Sự nghiệp
Diệu Thúy là con út của một gia đình ở Nam Định. Năm 1950 gia đình bà chuyển lên Hà Nội. Bà được người anh trai cả dậy đàn vĩ cầm từ nhỏ, đến năm 1955 bà trúng tuyển vào đội Sơn Ca Đài Tiếng nói Việt Nam cùng với nhiều bạn diễn sau này rất vang danh như Thanh Huyền, Anh Đào, Bích Liên...
Sau khi tốt nghiệp Đại học Âm nhạc Việt Nam, bà được cử đi tu nghiệp Nhạc viện Sofia, có may mắn được lên sóng phát thanh và truyền hình Cộng hòa Nhân dân Bulgaria cùng một số nước Balkan trong thời gian lưu trú.
Về nước, bà công tác tại Đài Tiếng nói Việt Nam và kiêm giảng viên tại Đại học Âm nhạc, sau đó được cử giữ chức trưởng khoa thanh nhạc khi đổi tên thành Nhạc viện Hà Nội. Học trò do bà trực tiếp luyện giọng có thể kể đến Lê Dung, Doãn Tần, Bích Việt, Mỹ Linh, Hồng Vi...

## Nhạc phẩm
- Anh là mây trên miền cao biên giới
- Anh lái xe đường dây
- Bài ca may áo
- Biết ơn anh người con trung hiếu
- Chào mẹ
- Chim hót đầu xuân
- Dệt chặng đường xuân
- Dòng sông quê hương
- Du kích sông Thao
- Đường chúng ta đi
- Đường tôi đi dài theo đất nước
- Em bé quê
- Em đi thăm miền Nam
- Gửi anh lá thư viết dở
- Hà nội đường xuân
- Hà Nội - Hồ Gươm
- Hai con chim xinh
- Làng tôi
- Lên ngàn
- Lời ca không tắt
- Lúa Thu
- Lượn tròn lượn khéo
- Lý chiều chiều
- Miền Nam của em
- Một mùa xuân nho nhỏ
- Mùa đông binh sĩ
- Người con gái sông Thu Bồn
- Những ánh sao đêm
- Những cô gái Quan họ
- Quê em
- Thanh Hóa Hàm Rồng lập chiến công
- Trăng chiều
- Trăng sáng trên tuyến đường
- Trẩy hội đền Hùng
- Trường ca sông Lô
- Trường Sơn Đông, Trường Sơn Tây
- Yêu biết mấy Huế của ta